# Дуглас, Фредерик
Фредерик Дуглас (англ. Frederick Douglass; наст. имя — Фредерик Огастес Уошингтон Бейли (англ. Frederick Augustus Washington Bailey); 1818—1895) — американский писатель, просветитель, аболиционист, редактор и оратор. Один из известнейших борцов за права чернокожего населения Америки, руководитель негритянского освободительного движения.
Бежавший из рабства Дуглас стал лидером аболиционистского движения. Обладая выдающимися ораторскими способностями и умением излагать свои мысли письменно, Дуглас развернул обширную антирабовладельческую кампанию. Он стал живым ответом на аргументы рабовладельцев, утверждавших, что рабам не хватает интеллекта, чтобы стать независимыми американскими гражданами. Многие жители северных штатов США даже не могли поверить, что такой великий оратор, как Фредерик, был рабом.
Как писатель, Дуглас написал несколько мемуаров. В автобиографии «Повесть о жизни Фредерика Дугласа, американского раба» (1845) Дуглас красноречиво описал свои рабские будни. Книга стала бестселлером и влиятельным произведением в поддержку отмены рабства, впрочем, как и его другая писательская работа, «Мое рабство, моя свобода» (1855). После Гражданской войны Дуглас оставался активным борцом против рабства и написал свою последнюю автобиографию, «Жизнь и эпоха Фредерика Дугласа». Он также поддерживал женское избирательное право.

## Краткая биография
Родился рабом, но в 1838 бежал на Север, там он стал бороться против рабовладения. В 1847 году Фредерик начал издавать газету «The North Star» («Северная звезда»), которая стала одним из ведущих антирабовладельческих органов. Во время Гражданской войны в США 1861—1865 годов выдвинул лозунг немедленного освобождения рабов. Также принимал участие в формировании первых негритянских полков. Двое его сыновей призывного возраста присоединились к знаменитому Пятьдесят четвертому Массачусетскому.
Наравне с правами рабов отстаивал права женщин. Был одним из подписавших Декларацию чувств на Конференции по правам женщин 1848 года в Сенека-Фолсе.

## Жизнь в рабстве
Родился в округе Толбот (Мэриленд) рабом. В детстве был разлучён со своей матерью Харриет Бейли и жил со своей бабушкой Бетти Бейли. Его мать умерла, когда Дугласу было около семи лет.
Отец Дугласа достоверно не известен. Одно время Дуглас утверждал, что его отцом был его белый хозяин Аарон Энтони. Потом говорил, что не знает своего отца. В семь лет был направлен на плантацию Вью Хоус, где Аарон Энтони был надзирателем. После смерти Энтони Дуглас был передан Лукреции Аульд, жене Томаса Аульда. Она послала Дугласа слугой брату Томаса — Хью Аульду в Балтимор.
Когда Дугласу было около двенадцати лет, жена Хью, София Аульд начала учить его алфавиту, несмотря на то, что закон запрещал учить рабов грамоте. Дуглас описывал Софию как добрую, заботливую женщину, которая относилась к нему так, как один человек должен относиться к другому. Когда Хью узнал о действиях своей жены, он осудил её, сказав, что раб, научившись читать, будет недоволен своим положением и будет требовать свободы. Позднее Дуглас назовет это определение «первым бесспорным поучением против рабства». Как сказано в автобиографии Дугласа, он достиг больших успехов в обучении чтению у белых детей.
Втайне от хозяев он продолжал учиться читать и писать. Одно из его утверждений — «знание — это дорога от рабства к свободе». Начав читать газеты, политические материалы и книги, он стал задумываться о рабстве и осуждать его. В поздние годы Дуглас финансово поддерживал «Колумбийский оратор», журнал, который в двенадцать лет открыл ему глаза на понятия свободы и прав человека.
Оказавшись у Вильяма Фриланда, он учил других рабов читать Новый Завет в еженедельной Воскресной школе. По некоторым данным, у него обучались более 40 рабов. Более полугода эти занятия оставались незамеченными властями. Когда о школе стало известно, Вильям Фриланд благосклонно отнесся к занятиям рабов, остальные плантаторы были в ярости. В одно воскресенье они ворвались на занятие, вооружённые камнями и дубинами, чтобы навсегда остановить эти собрания.
В 1833 году Хью Аульд забирает Дугласа обратно и отсылает его работать на Эдварда Кови, бедного фермера, которого называли «ломатель рабов». Он регулярно порол Дугласа. Шестнадцатилетний Дуглас восстал против Кови, и после стычки с Дугласом Кови последний больше никогда его не бил.

## От рабства к свободе
Впервые Дуглас пытался убежать от Фриланда, но побег был неудачным. В 1836 году он совершил попытку бегства от Кови, но снова безуспешно. В 1837 году Дуглас встретил Анну Мюррей, свободную чёрную женщину, которая была старше его на пять лет, и влюбился в неё. Её свобода укрепляет его уверенность в том, что он также может быть свободным.
3 сентября 1838 года он успешно бежал, забравшись на поезд до Гавр де Грейс (Мэриленд). Он был одет в морскую форму, которую ему передала Мюррей. Она также дала ему денег для побега и подготовила ему бумаги, говорящие о том, что он — свободный чёрный моряк. Он бежал в Уилмингтон (Делавэр). Оттуда на пароходе он перебрался в «Город квакеров» (Филадельфия, Пенсильвания), а затем поселился в доме аболициониста Девида Рагглеса в Нью-Йорке. Все путешествие у него заняло около 24 часов.

## Публицист, политик, дипломат
В 1841 году участвовал в съезде аболиционистов и привлек к себе внимание своим красноречием. В 1845 году  опубликовал воспоминания «Повесть о жизни Фридерика Дугласа, американского раба» (Narrative of the Life of Frederick Douglass, an American Slave). В 1845-1847 годах выступал с лекциями о рабстве в США в Великобритании и Ирландии (преимущественно в церквях). В 1847 году в Рочестере (штат Нью-Йорк) основал газету The North Star, ставшую одним из ведущих изданий аболиционистов.
Во время Гражданской войны в США принимал участие в формировании негритянских полков, в 1870 году стал председателем Национального союза цветных рабочих, затем был назначен на ряд ответственных должностей: маршал (1877–81) и протоколист (секретарь) (1881–86) округа Колумбия, министр-резидент и генеральный консул на Гаити (1889–91).
После смерти в 1882 году своей первой жены Дуглас в 1884 году женился на белой аболиционистке и суфражистке Хелен Питтс.
Округ Дуглас основанный в 1870 году и его столица во время Реконструкции после Гражданской войны в США были назван Генеральной Ассамблеей Джорджии его в честь, но позже, чтобы не нагнетать недовольство южан, она изменила описание, и указала вместо Ф. Дугласа его тёзку сенатора от Иллинойса Стивена А. Дугласа.

## Творчество
Написал автобиографию «Повесть о жизни Фредерика Дугласа, американского раба» в 1845 году. На русском языке издана в переводе А. В. Лаврухина в 2009 году.